# Clonmellon
Clonmellon (irisch Ráistín, früher: irisch Cluain Miolain) ist eine Ortschaft mit 702 Einwohnern (Zensus 2022) im Nordosten der Grafschaft Westmeath in der Republik Irland.

## Lage
Clonmellon liegt etwa 27 Kilometer nordöstlich von Mullingar an der Grenze zum County Meath. Durch den Ort führt die N52 von Kells kommend nach Delvin und weiter nach Mullingar.

## Geschichte
Das Ballinlough Castle aus dem 17. Jahrhundert befindet sich knapp drei Kilometer südlich von Clonmellon. Das Killua Castle aus dem 18. Jahrhundert steht etwa zwei Kilometer im Osten von Clonmellon. 